# الساندرو والیگنانو

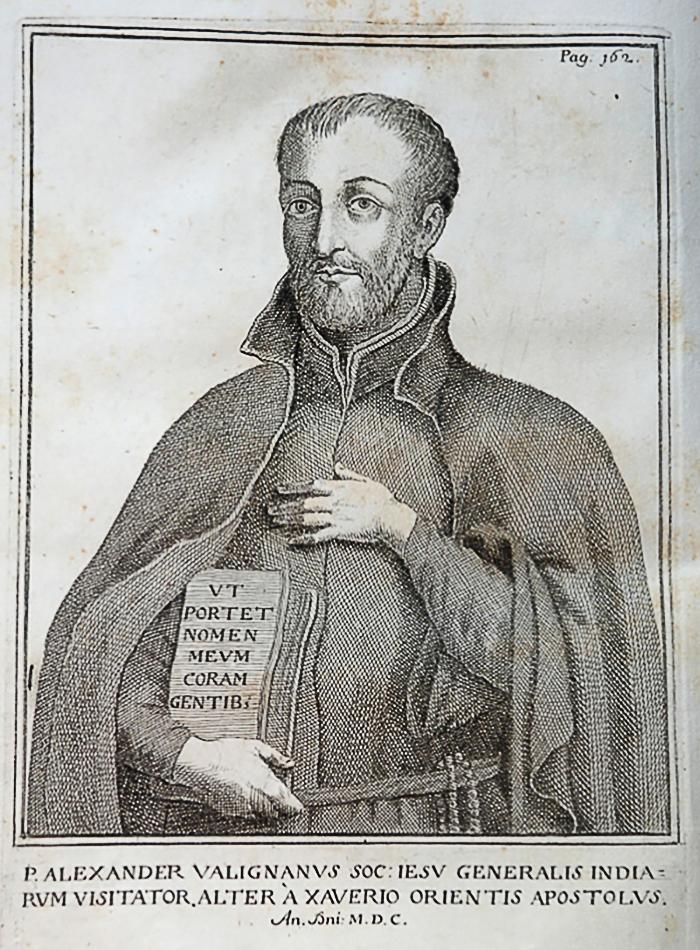
الساندرو والیگنانو

الساندرو والیگنانو (انگلیسی: Alessandro Valignano) (فوریه ۱۵۳۹ – ۲۰ ژانویه، ۱۶۰۶) یک مبلغ ایتالیایی از مبلغان انجمن عیسی (یسوعیان) بود که در کیت، بخشی از پادشاهی ناپل به دنیا آمد. وی برای معرفی کاتولیک در خاور دور و به خصوص در ژاپن کمک کرده‌است. وی در ۱۵۶۶ به انجمن عیسی پیوست و در ۱۵۷۳ به عنوان یک ناپلی تحت نظارت پادشاهی پرتغال به شرق آسیا فرستاده شد.